# Fédération d'Autriche de baseball et de softball
La Fédération d'Autriche de baseball et de softball (Österreichischer Baseball und Softball Verband en allemand - ÖBSV ou Austrian Baseball Softball Federation en anglais - ABSF) est l'instance gérant le baseball et le softball en Autriche. Rainer Husty préside actuellement l'ÖBSV.
L'ÖBSV gère notamment le championnat d'Autriche de baseball, l'équipe d'Autriche de baseball.